# يا جارة الوادي
يا جارة الوادي هي قصيدة ألفها أمير الشعراء أحمد شوقي، ولحنها وغناها محمد عبد الوهاب عام 1928، ثم غنتها لاحقاً فيروز.

## قصة الأغنية
- في إحدى زيارته إلى لبنان أُعجب الشاعر أحمد شوقي بمدينة زحلة لذلك أنشد فيها قصيدة يقول في مطلعها:

- في عام 1927 قدم محمد عبد الوهاب حوالي 20 أغنية، وأشارت إليه إحدى المجلات آنذاك باعتباره واحداً من ثلاثة يتربعون على عرش الغناء في مصر، والاثنان الآخران هما منيرة المهدية، وحامد مرسي.
- ثم قرأ محمد عبد الوهاب هذه القصيدة وقرر أن يلحنها وغناها عام 1928، ونجحت نجاحاً كبيراً. وقد اختار عبد الوهاب أن يبدأ غناء القصيدة من البيت الذي يقول:

- بعد ذلك بعدة عقود قررت فيروز والأخوين رحباني إعادة غناء هذه الأغنية بتوزيع موسيقي جديد، لكن كان على الأخوين مراعاة أن صوت فيروز يبلغ 8 مقامات موسيقية، في حين أن صوت عبد الوهاب كان يبلغ عند غناء هذه الأغنية 14 مقاماً.
- كان لحن القصيدة جميلاً، لكن عبد الوهاب ارتكب عند غنائه للقصيدة خطأً لغويًا (وقامت فيروز بتكرار نفس الخطأ عند غناءها للقصيدة) ألا وهو نطقه لحرف اللام في كلمة «الرياض» في البيت الذي يقول:

والصواب عدم نطق تلك اللام لأنها لام شمسية، حيث أن الحرف الذي يليها هو حرف الراء.

## وصلات خارجية
- يا جارة الوادي بصوت محمد عبد الوهاب على يوتيوب
- يا جارة الوادي بصوت فيروز على يوتيوب
- يا جارة الوادي بصوت نور الهدى على يوتيوب
- كلمات أغنية يا جارة الوادي